# 1857 في فرنسا
فيما يلي قوائم الأحداث التي وقعت خلال عام 1857 في فرنسا.

## ظهور
- 1 يناير – روحانية

## مواليد

### يناير
- 1 يناير – جان جاك كيفر[1]

### فبراير
- 17 فبراير – لويس موداي[2]

### مارس
- 3 مارس – ألفريد برونياو ملحن فرنسي.[3]
- 22 مارس – بول دومير[4]

### أبريل
- 10 أبريل – لوسيان ليفي-بريل فيلسوف فرنسي.[5]

### مايو
- 29 مايو – أليكساندر بلوخ رسام فرنسي.[6]

### يوليو
- 8 يوليو – ألفريد بينيه فرنسيّ عالم نفساني.[7]

### أغسطس
- 28 أغسطس – تشارلز لامي ممثل فرنسي.[8]

### سبتمبر
- 4 سبتمبر – جول اندرادي فيزيائي فرنسي.[9]

### أكتوبر
- 30 أكتوبر – جورج جيل دو لا توريت طبيب فرنسي.[10]

### نوفمبر
- 17 نوفمبر – جوزيف بابينسكي[11]
- 29 نوفمبر – أندريه توماس[12]

### ديسمبر
- 7 ديسمبر – لويس دولو[13]

## وفيات

### مايو
- 2 مايو – ألفريد دي موسيه (مواليد 1810) كاتب فرنسي.[14]
- 11 مايو – فرانسوا فيدوك (مواليد 1775)[15]
- 23 مايو – أوغستين لوي كوشي (مواليد 1789) رياضياتي فرنسي.[16]

### يونيو
- 21 يونيو – لوي جاك تينار (مواليد 1777) كيميائي فرنسي.[17]
- 30 يونيو – ألسايد دوربيغني (مواليد 1802)[18]

### يوليو
- 29 يوليو – شارل لوسيان بونابرت (مواليد 1803)[19]

### أغسطس
- 3 أغسطس – أوجين سو (مواليد 1804) كاتب فرنسي.[20]

### سبتمبر
- 5 سبتمبر – أوغست كونت (مواليد 1798) فيلسوف فرنسي.[21]
- 18 سبتمبر – كاترمير (مواليد 1782)[22]

### أكتوبر
- 28 أكتوبر – لويس أوجين كافينياك (مواليد 1802)[23]